# Station Klarysew
Station Klarysew is een spoorwegstation in de Poolse plaats Konstancin-Jeziorna.